# Аксайський сільський округ (Ілійський район)
Акса́йський сільський округ (каз. Ақсай ауылдық округі, рос. Аксайский сельский округ) — адміністративна одиниця у складі Ілійського району Алматинської області Казахстану. Адміністративний центр — село Аксай.
Населення — 14852 особи (2021; 9990 у 2009, 7424 у 1999, 7686 у 1989).
Станом на 1989 рік існувала Міждуріченська сільська рада (села Єкпінді, Жаугашти, Міждуріченське). До 2024 року сільський округ називався Міждуріченським.

## Склад
До складу округу входять такі населені пункти:
| Населений пункт | Населення, осіб (1989) | Населення, осіб (1999) | Населення, осіб (2009) | Населення, осіб (2021) |
| --------------- | ---------------------- | ---------------------- | ---------------------- | ---------------------- |
| Аксай, село     | 4913                   | 4625                   | 6972                   | 9753                   |
| Єкпінди, село   | 1827                   | 1885                   | 2012                   | 3620                   |
| Жаугашти, село  | 946                    | 914                    | 1006                   | 1431                   |
| --Бригада-1     | -                      | -                      | -                      | 5                      |
| --Бригада-2     | -                      | -                      | -                      | 4                      |
| --Бригада-11    | -                      | -                      | -                      | 6                      |
| --Гребля        | -                      | -                      | -                      | 9                      |
| --МТФ-1         | -                      | -                      | -                      | 4                      |
| --Підстанція    | -                      | -                      | -                      | 11                     |
| --РСУ           | -                      | -                      | -                      | 9                      |